# Triggiano
Triggiano là một đô thị và cộng đồng (comune) ở tỉnh Bari trong vùng Puglia miền nam nước Ý.
Đô thị Triggiano có diện tích ki lô mét vuông, dân số thời điểm năm 2001 là 26.312 người.
Đô thị này có các đơn vị dân cư (frazioni) sau:
Các đô thị giáp ranh: 